# Aparicions de la Mare de Déu de Lorda a Can Cerdà

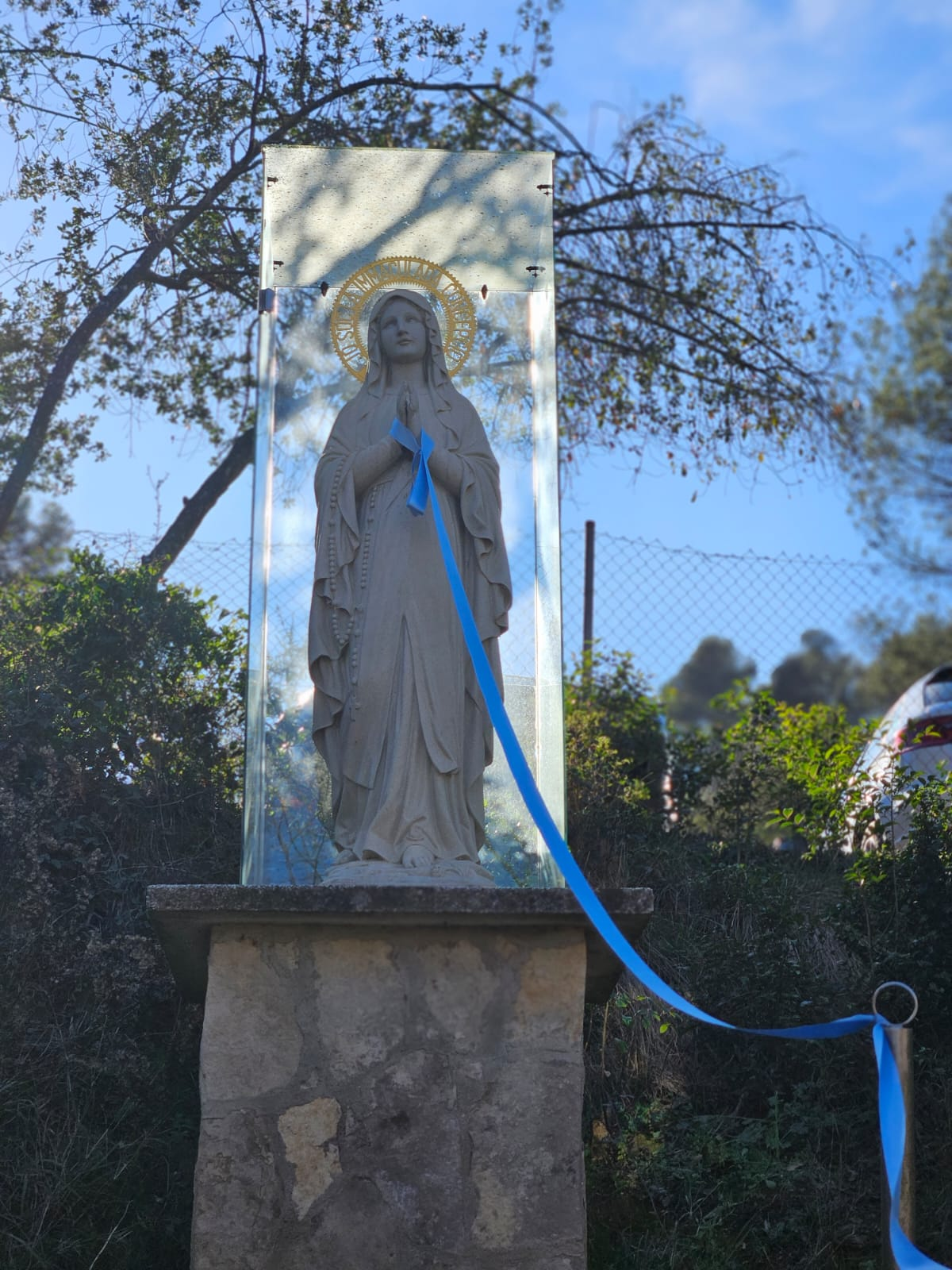
La Mare de Déu de Lourdes a Can Cerdà, dins del recinte de Can Cerdà.

Les aparicions de la Mare de Déu de Lourdes a Can Cerdà constitueixen un fenomen religiós esdevingut a Collserola entre 1974 i 1976. Aquest esdeveniment, protagonitzat per Josefa (Pepita) Pugés, va atraure milers de persones fidels i curioses, i va generar una gran controvèrsia dins de l'Església catòlica. L'espai, situat entre Cerdanyola del Vallès i el barri d'Horta de Barcelona, continua sent un punt d'interès religiós per a alguns devots.
Segons es documenta, el 8 de novembre de 1974, Pepita Pugés Baladas (1920-1978), veïna del barri d’Horta de Barcelona, va afirmar haver tingut una revelació de la Mare de Déu, que li va demanar que es dirigís a Can Cerdà, un paratge situat a Collserola, per resar. Va assegurar que, en arribar-hi, havia vist, sobre un arbre caigut, la Mare de Déu de Lorda, que li hauria encomanat resar el rosari els dies 11 de cada mes al mateix lloc. El primer d'aquests rosaris congregà catorze persones el dia 11 de novembre del mateix any. Durant l'oració, Pugés va caure en èxtasi i en una altra ocasió, va assegurar que la verge li havia dit: «L'aigua de Can Cerdà curarà l'ànima i el cos, veniu i beveu aigua, netegeu-vos amb ella i pregueu. La vostra ànima quedarà purificada».

## El fenomen en els mitjans de comunicació

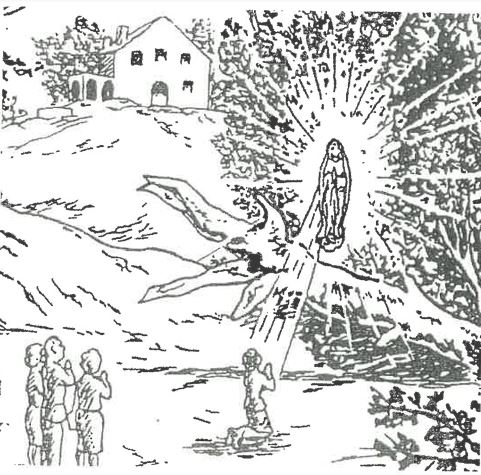
Dibuix que representa les aparicions de la Mare de Déu de Lourdes a Can Cerdà.

Les declaracions de Pepita Pugés van captar ràpidament l'atenció dels mitjans de comunicació i de moltes persones creients. L'any 1976, el fenomen va arribar al seu punt àlgid quan diverses emissores de ràdio, com ara Ràdio Barcelona, i programes televisius, com ara Informe Semanal  («Los parroquianos del milagro») de Televisió Espanyola, van cobrir els esdeveniments. L'11 d'abril de 1976, unes quatre mil persones van acudir al lloc, provocant el col·lapse de la carretera d'Horta a Cerdanyola durant diverses hores.
La posició de l'Església
El Bisbat de Barcelona, encapçalat aleshores pel cardenal Narcís Jubany, va rebutjar oficialment les suposades aparicions, declarant que no tenien base sobrenatural. Així mateix, el mossèn de Cerdanyola, Josep Rosell, es va mostrar escèptic i va advertir del risc que grups integristes aprofitessin el fenomen amb finalitats econòmiques. Després del decret eclesiàstic, Pepita Pugés va acceptar la decisió i no va tornar més a Can Cerdà; va morir el 30 d’agost de 1978.
Tot i el rebuig inicial de l'Església, l'any 1984 es va crear la Fundació privada Can Cerdà per promoure activitats relacionades amb les suposades aparicions. Posteriorment, el Bisbat de Barcelona va autoritzar-hi la construcció d'una capella. L'obra es va retardar per qüestions administratives, i finalment va ser inaugurada i consagrada l’11 de febrer de 2001, amb la presència del bisbe auxiliar de Barcelona, Soler Perdigó. Des d'aleshores, el lloc va continuar rebent visites, especialment els dies 11 de cada mes, quan algunes persones acudien a beure l'aigua de la font, considerada per alguns com a miraculosa.

## La Fundació Can Cerdà
La fundació privada Can Cerdà va ser creada i aprovada per la Generalitat l'any 1984. És propietària del recinte (que inclou el camí del Via Crucis) i de la capella de la Mare de Déu de Can Cerdà. També és titular del terreny darrera del recinte (on es troba la font d'aigua original tancada fa molts anys), a més del terreny que es troba a sobre del recinte i d'una finca coneguda com «la Casona» o casa de recés, on anteriorment es reunien els grups que conformaven els devots de la Verge i actualment està llogada. La junta d'aquesta fundació està integrada per: Manuel Areu Castellà, tresorer; Salvador Sagarra Banach, secretari, i Purificación Neira Fernández, vocal.

## Estat actual
El recinte de Can Cerdà  està sent objecte de crítiques per part d’algunes persones, que denuncien l’estat de degradació de l’espai. Segons aquests testimonis, la font original (beneïda per la Mare de Déu de Lourdes el 1975) porta molts anys clausurada, el reixat presenta oxidació i el terreny es troba en mal estat. El camí del Via Crucis també es troba tancat i abandonat. Malgrat això, la capella i l’entorn van continuar sent un lloc de pelegrinatge.